# Otomys tropicalis
Otomys tropicalis és una espècie de mamífer rosegador de la família dels múrids. Viu a altituds d'entre 2.100 i 4.000 msnm a Burundi, la República Democràtica del Congo, Kenya, Malawi, Ruanda, el Sudan del Sud, Tanzània i Uganda. Els seus hàbitats naturals inclouen els herbassars montans o de plana, els aiguamolls i les plantacions. És una espècie en risc mínim, és a dir, no sembla que hi hagi cap amenaça significativa per a la seva supervivència.